# Beautiful Eyes
A Beautiful Eyes Taylor Swift amerikai énekesnő-dalszerző középlemeze, amely 2008. július 15-én jelent meg, kizárólag a Walmart üzleteiben. Az albumot limitált kiadásban adták ki, hogy ne keverjék össze Swift hamarosan megjelenő Fearless stúdióalbumával, amely 2008. november 11-én került üzletekbe.
Az album 45 000 példányban kelt el első hetében. A középlemez az első helyen debütált a Top Country Albums listán, és a kilencedik helyen a Billboard 200-on. A héten első stúdióalbumával a második helyen végzett Swift lett az első női énekesnő, akinek albumai egyszerre foglalták el az első két helyet LeAnn Rimes óta, akinek ez 1997-ben sikerült.

## Számlista
| Beautiful Eyes | Beautiful Eyes                             | Beautiful Eyes                | Beautiful Eyes      | Beautiful Eyes | Beautiful Eyes | Beautiful Eyes | Beautiful Eyes | Beautiful Eyes | Beautiful Eyes |
|                | Cím                                        | Szerző(k)                     | Producer(ek)        | Hossz          |                |                |                |                |                |
| -------------- | ------------------------------------------ | ----------------------------- | ------------------- | -------------- | -------------- | -------------- | -------------- | -------------- | -------------- |
| 1.             | Beautiful Eyes                             | Taylor Swift                  | Robert Ellis Orrall | 2:58           |                |                |                |                |                |
| 2.             | Should’ve Said No (alternatív kiadás)      | Swift                         | Nathan Chapman      | 3:46           |                |                |                |                |                |
| 3.             | Teardrops on My Guitar (akusztikus kiadás) | Swift Liz Rose                | Chapman             | 2:58           |                |                |                |                |                |
| 4.             | Picture to Burn (rádiós kiadás)            | Swift Rose                    | Chapman             | 2:54           |                |                |                |                |                |
| 5.             | I’m Only Me When I’m with You              | Swift Orrall Angelo Petraglia | Orrall Petraglia    | 3:35           |                |                |                |                |                |
| 6.             | I Heart ?                                  | Swift                         | Orrall              | 3:15           |                |                |                |                |                |
| 19:26          |                                            |                               |                     |                |                |                |                |                |                |

| DVD   | DVD                                             | DVD                       | DVD   | DVD | DVD | DVD | DVD | DVD | DVD |
|       | Cím                                             | Rendező(k)                | Hossz |     |     |     |     |     |     |
| ----- | ----------------------------------------------- | ------------------------- | ----- | --- | --- | --- | --- | --- | --- |
| 1.    | Beautiful Eyes (videóklip)                      | Trey Fanjoy Todd Cassetty | 2:56  |     |     |     |     |     |     |
| 2.    | Picture to Burn (videóklip)                     | Fanjoy                    | 3:36  |     |     |     |     |     |     |
| 3.    | I’m Only Me When I’m with You (videóklip)       | Swift                     | 3:47  |     |     |     |     |     |     |
| 4.    | Tim McGraw (videóklip)                          | Fanjoy                    | 4:00  |     |     |     |     |     |     |
| 5.    | Teardrops on My Guitar (pop kiadás) (videóklip) | Fanjoy                    | 3:26  |     |     |     |     |     |     |
| 6.    | Our Song (videóklip)                            | Fanjoy                    | 3:30  |     |     |     |     |     |     |
| 7.    | Picture to Burn (színfalak mögött)              | Cassetty                  | 22:02 |     |     |     |     |     |     |
| 8.    | GAC new artist special                          |                           | 14:45 |     |     |     |     |     |     |
| 9.    | Should’ve Said No (2008-as ACM Awards-fellépés) |                           | 4:04  |     |     |     |     |     |     |
| 60:46 |                                                 |                           |       |     |     |     |     |     |     |